# Archidiocèse de Mopsueste
L'archidiocèse de Mopsueste, ou archidiocèse de Mamistre, était un archidiocèse du royaume arménien de Cilicie.

## Histoire
Le diocèse de Mopsueste correspondait à l'origine à la province romaine de Cilicie Seconde, rattachée au diocèse d'Antioche. Il était à l'origine suffragant de l'archidiocèse d'Anazarbe. Au VIe siècle, il fut élevé au rang de diocèse métropolitain (en), mais sans suffragants propres, comme le rapporte la Notitiae EpiTexte en italiquescopatuum du Xe siècle. Son évêque le plus célèbre durant cette période fut Théodore de Mopsueste, fondateur de l'école théologique d'Antioche, dont les œuvres furent condamnées au deuxième concile de Constantinople en 553.
Avec les premières conquêtes musulmanes du VIIe siècle, l'archidiocèse tombe dans l'oubli.
Il est refondé en décembre 1099 lors de la première croisade. Plusieurs évêques latins sont nommés jusqu'au XIVe siècle, date à laquelle l'essor de l'Empire ottoman les empêche de maintenir leur résidence dans la ville. Malgré le maintien de la colonie génoise, l'archevêché disparaît. L'évêque le plus célèbre de la période latine est Raoul de Domfront, transféré au patriarcat latin d'Antioche en 1135. Plusieurs évêques, comme Jacques, Pierre et Thomas, sont dominicains. Le dernier archevêque latin, Volcard, est quant à lui augustinien, mais il n'accède jamais à son siège en raison de la menace mamelouke.

## Liste des évêques grecs
- Theodore Ier (fl. 269)
- Macedonius (fl. 325–351)
- Saint Auxentius Ier (fl. 359–360)
- Protogenes
- Zosimus Ier
- Olympius (fl. 381)
- Cyril
- Théodore II (depuis c. 392, mort en 428)
- Meletius (fl. 431–434)
- Comatius, ou Thomas Ier (fl. 445–449)
- Bassianus (fl. 451)
- Jean
- Auxentius II
- Palatinus
- Julian (jusque c. 490 où il est exclu)
- Theodore III
- Jacques
- Zosimus II
- Cosmas (fl. 550)

## Liste des archevêques
- Barthélemy (fl. 1099–1108)
- Raoul de Domfront (jusqu'en 1135 où il devient patriarche latin d'Antioche)
- Gaudin (fl. 1140)
- anonyme, transféré à l'archidiocèse de Tarse
- Jean (depuis 1215)
- anonyme mentionné en 1224
- anonyme mentionné en 1238
- Guillaume (fl. 1246)
- Constantin (fl. 1306)
- Jacques
- Pierre d'Adria
- Thomas II (depuis le 2 juillet)
- Étienne (fl. 1332)
- Volcard (depuis le 7 août)
- siège vacant